# Oligobrycon
Oligobrycon is een monotypisch geslacht van straalvinnige vissen uit de familie van de karperzalmen (Characidae).

## Soort
- Oligobrycon microstomus Eigenmann, 1915